# Hans Alfred Frei
Hans Alfred Frei (* 27. August 1922 in Solothurn; † 25. Juli 2011 ebenda) war ein Schweizer christkatholischer Theologe.

## Leben
Frei war der Sohn des Lehrers Alfred Frei und dessen Ehefrau Helene geb. Schäfer. Er besuchte die Primar- und die Kantonsschule in Solothurn. Von 1941 bis 1946 studierte er altkatholische Theologie an der Christkatholisch-theologischen Fakultät der Universität Bern und setzte seine Studien 1946/1947 in Oxford fort. Die Priesterweihe empfing er 1947 durch Bischof Adolf Küry. 1973 wurde er von der Universität Bern zum Dr. theol. promoviert. Hans Alfred Frei war von 1949 bis 1962 Pfarrer in Rheinfelden und von 1962 bis 1987 in Bern. Daneben war er von 1952 bis 1955 bischöflicher Vikar.
Hans Alfred Frei war verheiratet mit Ursula Heinz, einer Tochter des christkatholischen Pfarrers Paul Heinz.

## Wirken
Hans Alfred Frei entfaltete ein breites ökumenisches Wirken in der Schweiz ebenso wie im Ausland. Von 1968 bis 1983 war er Vertreter der Altkatholischen Kirchen der Utrechter Union im Zentralausschuss des Ökumenischen Rats der Kirchen. Von 1973 bis 2000 war er Hauptredaktor der Internationalen Kirchlichen Zeitschrift (IKZ) in Bern.